# Нурд-Камал (Норильськ)
Нурд-Камал — мечеть у місті Норильськ (Красноярський край, Росія). Внесена до Книги рекордів Гіннеса як найпівнічніша мечеть світу.

## Будівництво та особливості
Мечеть почали будувати наприкінці 1993 року. Гроші на будівництво виділив Мухтад Бекмеєв, етнічний татарин. Названа «Нурд Камал» на честь батьків Бекмеєва: батька Нуритдина та матері Гайнікамал.
Автор проєкту — архітектор Євген Солнишкін, який також запроєктував місцеву будівлю дитячої лікарні, адміністративно-побутовий корпус мідного заводу, талнахський басейн і дзвіницю в пам'ять жертв політичних репресій. Мечеть відрізняється від типових форм індивідуальним проєктом з урахуванням кліматичних умов. Наприклад, замість традиційної округлої форми мінарета в Норильську він чотирикутний — квадратний. Це дозволяє краще зберігати тепло та збільшити витривалість супроти сильних вітрів. Мечеть у плані має форму зірки. Зала для молитви кругла, а мінарет заввишки 30 метрів. Мечеть має 2 поверхи, нижнє приміщення використовують як медресе. Культова споруда стоїть, як і багато інших будівель Норильська, на палях. Їх використовують, бо на невеликій глибині від поверхні починається вічна мерзлота, яка йде вниз на 300–500 метрів. Тобто якби фундамент був суцільний, він почав би рухатись у випадку сильного прогрівання поверхні спекотним літом. Тому палі забито глибоко в мерзлоту.
Цей проєкт Євгена Солнишкіна отримав диплом третього ступеня на міжнародному бієнале Союзу архітекторів у Москві.
Урочисто відкрита 19 вересня 1998 року.

## Питання «найпівнічнішої» мечеті світу
Розташована на 69°34' північної широти, норильська мечеть не є найпівнічнішим місцем у світі, де мусульмани проводять релігійні обряди. Наприклад, у норвезькому місті Тромсе (69°39' пн. ш.) є кілька релігійно-культурних центрів, де моляться прихильники ісламу, однак вони знаходяться у звичайних будинках, а не спеціально збудованих культових спорудах. Також повідомляють, що мечеть існує в норвезькому місті Гаммерфест (70°39' пн. ш.).